# Vetericaris
Vetericaris is een geslacht van kreeftachtigen uit de klasse van de Malacostraca (hogere kreeftachtigen).

## Soort
- Vetericaris chaceorum Kensley & Williams, 1986